# Alice et June Tour
Cet article concerne l'album d'Indochine. Pour la chanson du même groupe, voir Alice et June.
Albums de Indochine
Live à Hanoï
(2007) La République des Meteors
(2009)
Alice et June Tour est un album live du groupe Indochine qui a été enregistré le 13 mars 2007 au Zénith de Lille.
Il est le pendant audio du DVD live du même nom sorti le même jour. L’organisation des pistes diffère quelque peu. Le DVD existe en version 2 DVD ou édition collector triple DVD.

## Liste des titres

### Album audio
| CD 1  | CD 1                                                           | CD 1  | CD 1 | CD 1 | CD 1 | CD 1 | CD 1 | CD 1 | CD 1 |
| No    | Titre                                                          | Durée |      |      |      |      |      |      |      |
| ----- | -------------------------------------------------------------- | ----- | ---- | ---- | ---- | ---- | ---- | ---- | ---- |
| 1.    | Dunkerque                                                      | 8:00  |      |      |      |      |      |      |      |
| 2.    | Ceremonia                                                      | 3:54  |      |      |      |      |      |      |      |
| 3.    | Alice and June                                                 | 4:53  |      |      |      |      |      |      |      |
| 4.    | Marilyn                                                        | 5:20  |      |      |      |      |      |      |      |
| 5.    | Adora                                                          | 4:23  |      |      |      |      |      |      |      |
| 6.    | Punker                                                         | 3:06  |      |      |      |      |      |      |      |
| 7.    | Gang Bang                                                      | 4:05  |      |      |      |      |      |      |      |
| 8.    | Ladyboy                                                        | 4:16  |      |      |      |      |      |      |      |
| 9.    | J'ai demandé à la lune                                         | 6:06  |      |      |      |      |      |      |      |
| 10.   | Sweet Dreams                                                   | 5:06  |      |      |      |      |      |      |      |
| 11.   | June                                                           | 5:31  |      |      |      |      |      |      |      |
| 12.   | Electrastar                                                    | 5:50  |      |      |      |      |      |      |      |
| 13.   | Trois nuits par semaine                                        | 6:08  |      |      |      |      |      |      |      |
| 14.   | Club Paramount (Miss Paramount, Popstitute, Stef II, Astroboy) | 9:07  |      |      |      |      |      |      |      |
| 74:25 |                                                                |       |      |      |      |      |      |      |      |

| CD 2  | CD 2                                                                | CD 2  | CD 2 | CD 2 | CD 2 | CD 2 | CD 2 | CD 2 | CD 2 |
| No    | Titre                                                               | Durée |      |      |      |      |      |      |      |
| ----- | ------------------------------------------------------------------- | ----- | ---- | ---- | ---- | ---- | ---- | ---- | ---- |
| 1.    | Crash Me                                                            | 6:33  |      |      |      |      |      |      |      |
| 2.    | Set acoustique (Justine, Révolution, Salômbo, La colline des roses) | 10:52 |      |      |      |      |      |      |      |
| 3.    | Vibrator                                                            | 3:19  |      |      |      |      |      |      |      |
| 4.    | Punishment Park                                                     | 4:40  |      |      |      |      |      |      |      |
| 5.    | Pink Water 3                                                        | 5:27  |      |      |      |      |      |      |      |
| 6.    | L'aventurier                                                        | 9:13  |      |      |      |      |      |      |      |
| 7.    | Black Page                                                          | 5:20  |      |      |      |      |      |      |      |
| 8.    | Tallula                                                             | 5:12  |      |      |      |      |      |      |      |
| 49:16 |                                                                     |       |      |      |      |      |      |      |      |

### DVD

#### DVD 1 / Lille en Mars
1. Ouverture : Soul Wax e-Talking - 3:30
2. Dunkerque - 6:56
3. Ceremonia - 3:52
4. Alice and June - 4:54
5. Marilyn - 5:20
6. Adora - 4:23
7. Punker - 4:21
8. Gang Bang - 4:02
9. Lady Boy - 4:14
10. J'ai demandé à la lune - 7:05
11. Sweet Dreams - 5:06
12. June - 5:33
13. Electrastar - 5:50
14. Trois nuits par semaine - 6:03
15. Club Paramount : Miss Paramount, Popstitute, Stef II, Astroboy - 9:41
16. Crash Me - 6:38

#### DVD 2 / Lille en Mars
1. Set acoustique : Justine, Révolution, Salômbo, La colline des roses - 11:50
2. Vibrator - 2:39
3. Punishment Park - 4:36
4. Pink Water 3 - 5:28
5. L’Aventurier - 11:08
6. Black Page - 5:20
7. Talulla - 7:41
8. Générique fin - 2:35

#### DVD 3 / Les chambres d'Alice & June
Disponible uniquement dans la première édition du DVD, dite édition limitée.
1. Crash Me, le clip - 4:23
2. Les images d’Alice & June - 1:00:35
3. Le petit cinéma de Mr Shoes - 49:16
4. Le cinémaphone d’Amandine, Aurélie, Catherine, Kentiz & Benji - 45:28

### Single
- Crash Me (version live, sorti le 15 octobre 2007)